# Enrique Peñalosa Londoño
Enrique Peñalosa Londoño (Washington DC, 30 de setembre de 1954) és un economista i polític colombià, alcalde de Bogotà des de 1998 fins 2001 i re-elegit el 2015 pel període 2016–2019. També ha treballat com a periodista i assessor política urbanistica i de transport. El 2009, Peñalosa va ser elegit President del Consell d'administració de l'Institut pel Transport i Política de Desenvolupament (ITDP), una organització no lucrativa amb seu a Nova York. Peñalosa va dimitir del Consell del ITDP per la seva re-elecció de 2015.
El 2016, els mitjans de comunicació colombians van fer públic que va inventar un PhD i Màster en "governació i administració pública", inclosos en els seus llibres, currículum i diversos perfils públics.